# Балакшей Микола Миколайович
Мико́ла Микола́йович Балакше́й (нар. 5 червня 1982, м. Первомайськ, Луганська область — 29 серпня 2014, с. Червоносільське, Амвросіївський район, Донецька область) — молодший лейтенант резерву Збройних сил України. Загинув під час Російсько-української війни. Доброволець батальйону «Донбас», позивний «Утьос».

## Життєпис
Микола Балакшей народився 1982 року в місті Первомайськ на Луганщині. Працював у мережі супермаркетів побутової техніки, добре знався на комп'ютерних технологіях. Там же познайомився і з майбутньою дружиною, невдовзі у них народилася донька. Чоловік багато чого вмів робити власними руками, міг сам зібрати автомобіль. Мріяв започаткувати власну справу з ремонту авто. І мрія здійснилася, — Микола відкрив у Первомайську СТО.
Під час Революції Гідності збирав і возив допомогу на Майдан, розмовляв із сусідами, знайомими, намагався переконати їх. На той час сім'я мешкала в Луганську. Коли вже Луганськ захопили озброєні проросійські сили і почалася антитерористична операція, Микола, нікому нічого не сказавши, записався добровольцем і поїхав на фронт захищати рідну землю. Казав дружині, що влаштувався на роботу, і наполягав, щоб вони виїхали з Луганська. Зрештою дружина з донькою переїхала до Одеси.
Микола Балакшей був офіцером взводу інструкторів, командиром відділення гранатометного взводу 2-го резервного батальйону спеціального призначення «Донбас» військової частини 3027 Північного оперативно-територіального об'єднання Національної гвардії України. Зарекомендував себе досвідченим, принциповим та дисциплінованим військовослужбовцем.
У серпні 2014 року батальйон «Донбас» з боями зайшов в Іловайськ, визволивши частину міста, але внаслідок вторгнення російських військ на територію України опинився в оточенні. Під час боїв Микола дістав поранення, проте відмовився від евакуації і залишився на позиціях.
Ранком 29 серпня 2014 року, під час виходу з Іловайська так званим зеленим коридором, Микола їхав у кабіні вантажної машини ЗІЛ разом із бойовими товаришами у складі автоколони батальйону «Донбас». Колона потрапила під масований обстріл. На дорозі з с. Многопілля до с. Червоносільське у правий бік машини влучив снаряд з ПТРК «Фагот», ще один снаряд поцілив у двигун вантажівки. Микола Балакшей загинув разом з чотирма побратимами: Дмитром Даніловим («Берег»), Володимиром Палигою («Череп»), Богданом Вовненком («Варг») та Володимиром Ринкуном («Арсенал»). 3 вересня тіло Миколи разом з тілами 96 інших загиблих в «Іловайському котлі» привезли до дніпропетровського моргу. 16 жовтня 2014-го тимчасово похований на Краснопільському цвинтарі Дніпропетровська як тимчасово невстановлений герой. У січні 2015 року упізнаний за експертизою ДНК, перепоховання не проводилось, на Краснопільському цвинтарі встановлено пам'ятник.
Залишились батьки на Харківщині, Галина Іванівна та Микола Васильович, в Одесі — дружина Ніна Осіпова та донька Софійка.

## Нагороди
За особисту мужність і високий професіоналізм, виявлені у захисті державного суверенітету та територіальної цілісності України, вірність військовій присязі нагороджений орденом «За мужність» III ступеня (27.06.2015, посмертно).

## Вшанування пам'яті
- 1 липня 2015 року на честь Миколи Балакшея його позивним — «Утьос» — названо один із танків танкової роти 46-го окремого батальйону спецпризначення ЗСУ «Донбас-Україна».
- Його портрет розміщений на меморіалі «Стіна пам'яті полеглих за Україну» у Києві: секція 3, ряд 7, місце 18
- Вшановується 29 серпня на щоденному ранковому церемоніалі вшанування українських захисників, які загинули цього дня у різні роки внаслідок російської збройної агресії[3]
- Іловайський Хрест (посмертно)